# Guillaume Suzanne
Œuvres principales
- Latombe, victime professionnelle (2024)
- Anthropomorphose (2024)
- Mort comme au premier jour (2022)
- La Saga des poubelles galactiques (2008-2014)

Guillaume Suzanne, né le 15 mars 1981 à Vernon, est un écrivain français.

## Biographie
Guillaume Suzanne publie ses premiers textes à partir de 2004. Il écrit essentiellement des histoires courtes, nouvelles et novella, dans le domaine de l'Imaginaire au sens large : science-fiction, fantastique, fantasy, mais également du polar et du noir.
Se réclamant de Douglas Adams et Fredric Brown, il publie son premier roman court Les poubelles pleurent aussi aux éditions Griffe d'encre en 2008. Deux autres novella suivront en 2010 Les poubelles pleurent toujours et en 2014 Sale temps pour les poubelles, toujours chez le même éditeur. Avec le carnet de croquis Le Guide de la Poubelle galactique (dessins de Zariel), ces 3 romans constituent la Saga des Poubelles.

## Prix littéraires
- Prix Alain Dorémieux Nouvelle Génération 2003 : Attendre la mort et revivre
- Prix Infini (renommé Alain le Bussy) 2004 : Le Livre ultime

## Œuvres

### Romans

#### Latombe, victime professionnelle, éditions Kelach
En avril 2024 paraît aux éditions Kelach Latombe, victime professionnelle, un roman qui met en scène le personnage de Vincent Latombe, enquesteur de l'étrange, aux prises avec des monstres du monde de l'invisible.

#### Anthropomorphose
Anthropomorphose parait en mars 2024. C'est une novella de fantasy qui oppose deux factions rivales : les loups-garous et les doppelgängers.

#### Mort comme au premier jour
En décembre 2022 parait Mort comme au premier jour, une novella de fantasy humoristique aux Editions Black Rabbit (autoédition).
C'est un fix-up dont la première partie reprend la nouvelle Attendre la mort et revivre qui a remporté le Prix Alain Dorémieux Nouvelle Génération 2003.

#### La Saga des poubelles
La Saga des poubelles regroupe trois courts romans. Qualifiée de science-fiction délirante, l'intrigue met en scène une Humanité confrontée à l'invasion pacifiste d'extraterrestres, mêlant thèmes classiques de la science-fiction et absurde. Au-delà de l'humour, la Saga des Poubelles présente également une critique de nos sociétés évoluées et flirte même avec le polar dans son dernier tome.
Pierre Gévart écrit dans Galaxies NS n°4 : Déjanté, le livre pourrait l'être, il est amusant, ce qui est déjà important, bien écrit, ce qui mérite d'être noté [...] Restons attentifs aux futures productions de l'auteur...
1. Les poubelles pleurent aussi, Griffe d'encre, 2008
2. Les poubelles pleurent toujours, Griffe d'encre, 2010
3. Sale temps pour les poubelles, Griffe d'encre, 2014

En janvier 2024 parait Les Poubelles galactiques - Intégrale, réunissant les 3 romans aux Editions Black Rabbit (autoédition).

### Carnet de voyage
- Le Guide de la poubelle galactique, Griffe d'encre, 2010Dessins de Zariel

Postrash (postface) de Karim Berrouka
Les poubelles pleurent aussi, Les poubelles pleurent toujours et Le Guide de la poubelle galactique ont été réunis en 2010 dans un coffret collector incluant des bonus : Le Trash Pack,.

### Nouvelles
- Le livre ultime, in La Décroisade de Pierre Gévart, 2005, Éditions Eons
- Péché original, in Contes & Légendes revisités, 2006, Éditions Parchemins & Traverses
- Descuento fatal, in Revista Sable 5, 2006, Éditions Tusitalà
- Doux comme un agneau, in Solstice Volume I : Facettes d'Imaginaire, 2007, Éditions Mille Saisons
- Je guéris le cancer, in Malpertuis I, 2009, Éditions Malpertuis
- Latombe, victime professionnelle, in Anthologie Mystères & Mauvais Genres, 2010, Éditions Sombres Rets
- Ni début ni fin, in Anthologie Ténèbres 2011, 2011, Éditions Dreampress.com
- En mémoire du père, in Malpertuis III, 2012, Éditions Malpertuis
- Si près du bord, in Malpertuis IV, 2013, Éditions Malpertuis
- À corps perdu, in Anthologie Le Corps, 2013, Éditions Parchemins & Traverses
- Vent de cendres, in Malpertuis V, 2014, Éditions Malpertuis
- Gus, in Moisson d'Épouvante vol. 1, 2014, Éditions Dreampress.com
- Cherchez l'Intrus, in Malpertuis VI, 2015, Éditions Malpertuis
- L'Appel de Latombe, in Malpertuis VII, 2016, Éditions Malpertuis
- La cuvée du condamné, in Moisson d'Épouvante vol. 3, 2016, Éditions Dreampress.com
- Le livre ultime (Rééd.), in Dimension Infini, 2020, Éditions Rivière Blanche
- Si par une nuit d'été un palefrenier, in Et ça vous fait rire ?, 2023, Éditions Black Rabbit
- Peur du Noir, in Malpertuis XIV, 2023, Éditions Malpertuis
- La Créature du Couloir, avec Marine Suzanne, in Recueil du Festival du Fantastique de Béziers, 2024, numérique
- Grave Nuisance, in Malpertuis XV, 2024, Éditions Malpertuis
- L'Antre de la Dracène, in De Flammes & D'Écailles, 2024, Éditions Black Rabbit
- Scintillements, in Ostara - Ravivez la Flamme, 2025, Éditions Cordes de Lune
- L'Aigle de Sang, in Anthologie Terreur Nordique, Éditions Luciférines
- Bébé Renard, in Plus dure sera la chute !, Éditions Black Rabbit